# Liste der Auslandsvertretungen von Somaliland

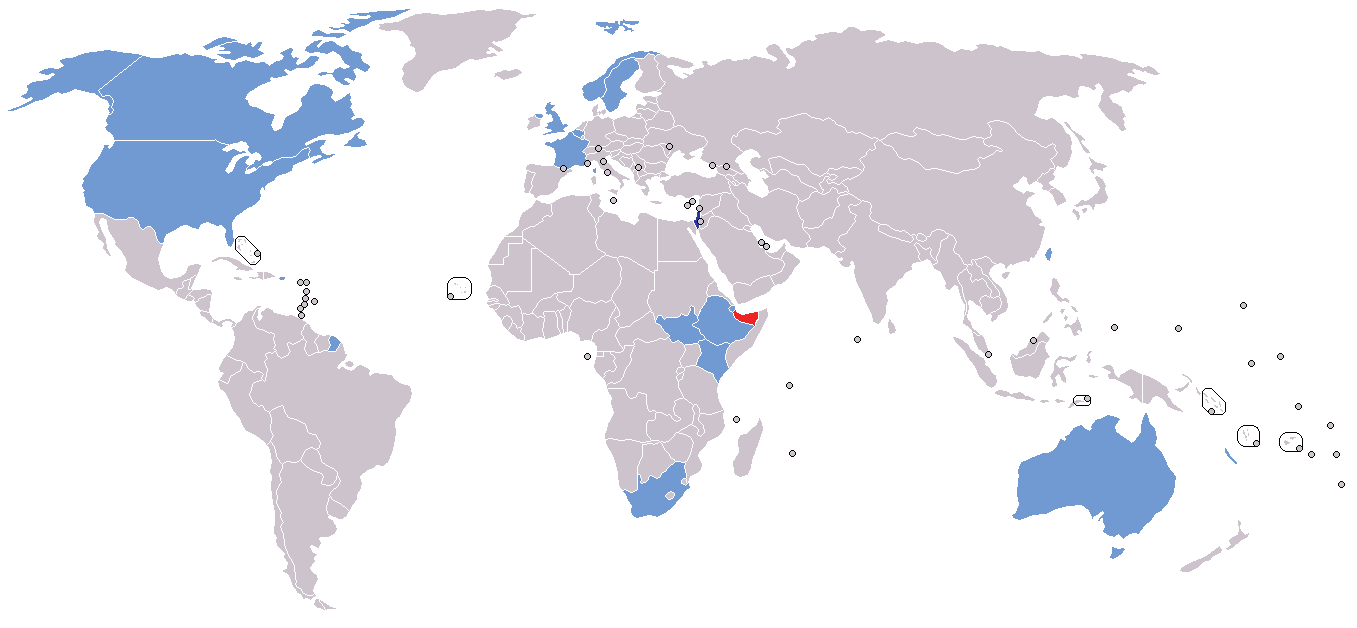
Standorte der diplomatischen Vertretungen von Somaliland

Dies ist eine Liste der internationalen Vertretungen von Somaliland, einer selbsternannten Republik, die international aber nur als eine autonome Region von Somalia anerkannt wird. Dennoch unterhält die Regierung der Republik Somaliland Beziehungen mit einigen ausländischen Regierungen und hat einige inoffizielle Vertretungen im Ausland, die keinen formell diplomatischen Status haben, die Vertreter genießen keine diplomatische Immunität und sind in der Regel Staatsangehörige des Gastlandes. Kurzzeitig wies ein von der Vertretung von Somaliland in Addis Abeba aufgestelltes Schild auf eine „Embassy of the Republic of Somaliland“ hin, das aber nach wenigen Tagen entfernt werden musste.

## Internationale Vertretungen

### Afrika
- Äthiopien: Addis Abeba, Verbindungsbüro
- Dschibuti: Dschibuti, Vertretungsbüro
- Kenia: Nairobi, Vertretungsbüro
- Südafrika: Pretoria, Vertretungsbüro
- Südsudan: Juba, Vertretungsbüro

### Asien
- Taiwan: Taipeh, Verbindungsbüro

### Europa
- Belgien: Brüssel, Vertretungsbüro
- Frankreich: Paris, Vertretungsbüro
- Norwegen: Oslo, Vertretungsbüro
- Schweden: Stockholm, Vertretungsbüro
- Vereinigtes Königreich: London, Vertretungsbüro

### Nordamerika
- Kanada: Ottawa, Vertretungsbüro
- Vereinigte Staaten: Washington, D.C., Vertretungsbüro